# Bo Ekelund
Bo Daniel Ekelund, född 26 juli 1894 i Gävle, död 1 april 1983 i Saltsjöbaden, var en svensk civilingenjör, friidrottare (höjdhopp) och idrottsledare.

## Biografi
Ekelund, som var son till överste John Ekelund och Siri Rothman, utexaminerades från Kungliga Tekniska högskolan 1917. Han var kontrollant vid Malmö frihamnsbygge 1919–1921 och chef för byggnadsavdelningen vid Whangpoo Conservancy Board i Shanghai 1921–1923. Han blev chef för AB Armerad Betongs avdelning i Norrköping 1923, i Stockholm 1939, vice verkställande direktör 1941 och var verkställande direktör 1951–1960. Han var ledamot av stadsfullmäktige i Norrköpings stad 1934–1938, styrelseledamot i AB Armerad Betong 1938–1971, ordförande där 1960–1967, i Svenska Teknologföreningen 1946–1949 (hedersledamot 1966), i AB Egam 1950–1961, president i Féderation international du Bâtiments et des travaux publics och blev hedersledamot i Svenska byggnadsentreprenörföreningen 1967 (ordförande 1962–1967).
Ekelund var, i äktenskap med Dagmar Swartling, far till Göran Ekelund, som var verkställande direktör i AB Armerad Betong 1966–1971.

### Idrottsverksamhet
Han tävlade som aktiv idrottsman för Stockholms Studenters IF, Malmö AI och IFK Malmö.
Bo Ekelund blev Stor Grabb nummer 39 i friidrott.

## Idrottsmeriter
Ekelund var 1916-1920 en av Sveriges bästa höjdhoppare. 
- 1916 - Vann höjdhopp vid Svenska Spelen.
- 1919 - Vann SM i höjdhopp (1,86)
- 1919 - Vann höjdhopp i triangelmatch mot Norge och Danmark
- 1919 - Satte den 21 september i Köpenhamn svenskt rekord (1,93 cm)
- 1920 - Vann SM i höjdhopp (1,83)
- 1920 - Vann bronsmedalj i höjdhopp vid OS i Antwerpen (190 cm)

## Ledarmeriter
- 1916 - Var en av stiftarna av Stockholms Studenters IF
- 1924 - Valdes till vice ordförande i Östergötlands Idrottsförbund
- 1925 - Blev ordförande i Svenska Idrottsförbundet
- 1926 - Blev medlem i Riksidrottsförbundets Överstyrelse
- 1926 - Invaldes i Internationella Idrottsförbundets regel- och rekordkommitté
- 1928 - Lanserade benämningen "Stora Grabbar" för innehavaren av Svenska Idrottsförbundets hedersmärke
- 1929 - Blev medlem i Sveriges Olympiska Kommitté
- 1934 - Avgick som ordförande men utses till ständig styrelseledamot i Svenska Idrottsförbundet
- 1938 - Var överledare vid EM i friidrott
- 1948 - Valdes in i Internationella Olympiska Kommittén
- 1961 - Valdes till ordförande i Skid- och friluftsfrämjandet